# Alpette
Alpet (en italien Alpette) est une commune italienne de la ville métropolitaine de Turin dans la région Piémont en Italie.

## Administration
| Période                                  | Période  | Identité            | Étiquette     | Qualité |
| ---------------------------------------- | -------- | ------------------- | ------------- | ------- |
| 10 Juin 2024                             | En cours | Goglio Pio Graziano | Liste Civique |         |
| Les données manquantes sont à compléter. |          |                     |               |         |

### Communes limitrophes
Pont-Canavese, Sparone, Cuorgnè, Canischio